# Cabo Buen Tiempo
El cabo Buen Tiempo es un accidente geográfico costero ubicado en el departamento Güer Aike en la Provincia de Santa Cruz (Argentina), más específicamente en la posición 51°33′16″S 68°56′46″O / -51.55444, -68.94611. Se encuentra situada inmediatamente al norte de la punta Bustamante. La costa cercana corresponde a un acantilada activo, ya que se encuentra bajo los efectos erosivos de las olas marinas sobre la meseta ubicada al norte del río Gallegos, las que alcanza alturas de entre 130 a 150 metros sobre el nivel del mar. Se encuentra a 20 kilómetros al noreste de la ciudad de Río Gallegos. 
En la zona de cabo Buen Tiempo se registra la presencia de choiques (Rhea pennata), macá común (Rollandia rolland), macá plateado común (Podiceps occipitalis occipitalis), macá tobiano (Podiceps gallardoi), petrel plateado (Fulmarus glacialoides), petrel negro (Procellaria aequinoctialis), albatros de ceja negra (Thalassarche melanophris), cormoranes neotropicales (Phalacrocorax brasilianus), cormorán imperial (Phalacrocorax atriceps), cauquén común (Chloephaga picta), pato vapor volador (Tachyeres patachonicus), pato crestón (Anas specularoides), aguilucho ceniciento (Circus cinereus), matamico blanco (Phalcoboenus albogularis), águila mora (Geranoaetus melanoleucus), carancho (Caracara plancus), halcón plomizo (Falco femoralis), chimango (Milvago chimango), ostrero común americano (Haematopus palliatus), ostrero austral (Haematopus leucopodus), chorlo chileno (Charadrius modestus), agachona patagónica (Attagis malouinus), agachona chica (Thinocorus rumicivorus), gaviota capucho café (Chroicocephalus maculipennis), págalo subantartico (Catharacta antarctica), gaviota austral (Larus scoresbii), gaviota capucho gris (Chroicocephalus cirrocephalus), gaviotín sudamericano (Sterna hirundinacea), búho magallanico (Bubo virginianus magellanicus), picoflor rubi (Sephanoides sephaniodes), así como también cóndores (Vultur gryphus).